# Deus vult
| Portal:Kršćanstvo | Portal: Kršćanstvo |

Deus vult (hrv. Bog želi), katolička je krilatica, često povezana s križarskim ratovima. Prvi je put zabilježena tijekom Prvog križarskog rata 1096. godine, najvjerojatnije pod oblikom Deus lo vult ili Deus le volt, o čemu izvještavaju latinske kronike Gesta Francorum i Historia Belli Sacri.
U moderno doba, geslo ima različita značenja ovisno o kontekstu. Također je geslo Viteškog Reda Svetoga Groba u Jeruzalemu, dok je neke druge kršćanske organizacije koriste kao metaforu za Božju volju.

## Povijest

### Izraz u Bibliji
Izraz potiče iz Biblije kao izjava apostola Pavla u Prvoj poslanici Timoteju (2,4): "Deus vult omnes homines salvos fieri" — "Bog hoće da se svi ljudi spase".

### Povijesna uporaba
Deus vult se pojavljivao na crkvenim pečatima mnogih episkopa zapadnog kršćanstva. Krilatica je neko vrijeme bila ukovana na papinom paliju.
Izraz su koristili i Križari u križarskim ratovima kao ratni poklič na proglašenju Prvog križarskog rata od strane Pape Urbana II. na saboru u Clermontu 1095. godine, kada je Bizant zatražio pomoć u odbrani protiv seldžuske invazije Anatolije.

### Zlouporaba
Krilatica je 2010-ih godina zlouporabljena od strane alternativne desnice u SAD, kao bjelačko-nacionalistički ili islamofobični izraz.